# Eurovision Song Contest 1979
Der 24. Eurovision Song Contest fand am 31. März 1979 im International Convention Center in Jerusalem statt, da Israel im Vorjahr mit A-Ba-Ni-Bi von Izhar Cohen den 23. Wettbewerb gewonnen hatte. Israel musste extra für den Musikwettbewerb die Einführung des Farbfernsehens vorziehen.

## Besonderheiten

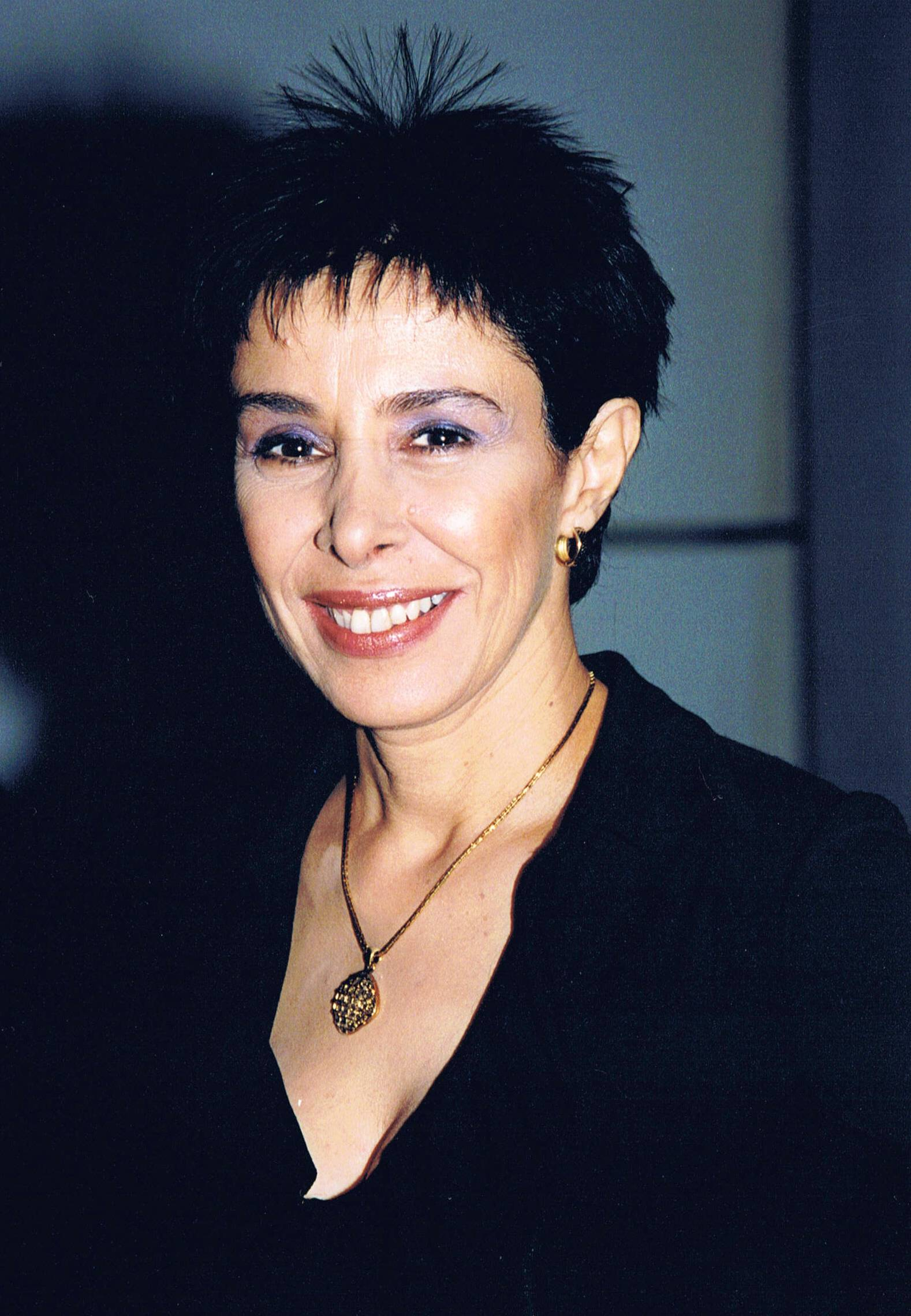
Mitinterpretin des Siegertitels: Gali Atari

Es gewann wieder Israel mit dem Titel Hallelujah, gesungen von „Gali Atari und Milk & Honey“. In Deutschland wurde der Titel ein Hit, obwohl er von der deutschen Jury keine Punkte erhielt. Unter diesem Wertungssystem war es das erste Mal, dass das Gewinnerlied keine Punkte aus Deutschland erhielt.
Deutschland belegte mit dem von Ralph Siegel komponierten und von Bernd Meinunger geschriebenen Lied Dschinghis Khan, gesungen durch die gleichnamige Gruppe, Platz vier. Peter, Sue & Marc und Pfuri, Gorps & Kniri kamen mit Trödler und Co. für die Schweiz auf Platz 10. Christina Simon mit dem Beitrag Österreichs Heute in Jerusalem musste sich mit Belgien den letzten Platz teilen.

## Teilnehmer

Teilnehmende Länder
Länder, die bereits an einem früheren ESC teilgenommen hatten, aber nicht im Jahr 1979

Die Türkei hatte den Titel Seviyorum (auf Deutsch „Ich liebe“) von Maria Rita Epik bereits gemeldet, zog es dann aber auf Druck diverser arabischer Nachbarländer vor, dem in Jerusalem ausgetragenen Wettbewerb fernzubleiben. Daher nahmen „nur“ 19 Länder am Wettbewerb teil.

### Wiederkehrende Interpreten
| Land        | Interpret                                               | Vorherige(s) Teilnahmejahr(e)                                    |
| ----------- | ------------------------------------------------------- | ---------------------------------------------------------------- |
| Frankreich  | Anne-Marie David                                        | 1973 für Luxemburg                                               |
| Frankreich  | Corinne Sauvage (Begleitung)                            | 1978 für Monaco (als Caline im Duett mit Olivier Toussaint)      |
| Niederlande | Sandra Reemer (als Mitglied von Xandra)                 | 1972 (als Sandra im Duett mit Andres) • 1976 (als Sandra Reemer) |
| Niederlande | Okkie Huysdens (als Mitglied von Xandra)                | Begleitung: 1976                                                 |
| Niederlande | Ton op 't Hof (als Mitglied von Xandra)                 | Begleitung: 1978                                                 |
| Norwegen    | Anita Skorgan                                           | 1977                                                             |
| Schweiz     | Peter, Sue und Marc (zusammen mit Pfuri, Gorps & Kniri) | 1971 • 1976                                                      |

### Dirigenten
Jedes Lied außer das von Italien wurde mit Live-Musik begleitet bzw. kam Live-Musik zum Einsatz. Matia Bazar benutzte als erster Teilnehmer beim Eurovision Song Contest vollständig vorher aufgezeichnete Musik – folgende Dirigenten leiteten das Orchester bei dem jeweiligen Land:
- Portugal – Thilo Krasmann
- Italien – keine Orchesterbegleitung
- Dänemark – Allan Botschinsky
- Irland – Proinnsías Ó Duinn
- Finnland – Ossi Runne
- Monaco – Gérard Salesses
- Griechenland – Lefteris Halkiadakis
- Schweiz – Rolf Zuckowski
- BR Deutschland – Norbert Daum
- Israel – Kobi Oshrat
- Frankreich – Guy Mattéoni
- Belgien – Francis Bay
- Luxemburg – Hervé Roy
- Niederlande – Harry van Hoof
- Schweden – Lars Samuelson
- Norwegen – Sigurd Jansen
- Vereinigtes Königreich – Ken Jones
- Österreich – Richard Oesterreicher
- Spanien – José Luis Navarro

## Abstimmungsverfahren
Das 1975 eingeführte Abstimmungsverfahren galt auch wieder dieses Jahr. In jedem Land gab es eine elfköpfige Jury, die zunächst die zehn besten Lieder intern ermittelten. Danach vergaben die einzelnen Jurys 12, 10, 8, 7, 6, 5, 4, 3, 2 Punkte und 1 Punkt an diese zehn besten Lieder.

## Platzierungen
| Platz | Startnr. | Land                   | Interpret                                        | Titel Musik (M) und Text (T)                                                                               | Sprache        | Übersetzung                             | Punkte |
| ----- | -------- | ---------------------- | ------------------------------------------------ | --- | -------------- | --------------------------------------- | ------ |
| 01.   | 10       | Israel                 | Gali Atari and Milk and Honey גלי עטרי וחלב ודבש | Hallelujah (הללויה) M: Kobi Oshrat; T: Shimrit Orr                                                         | Hebräisch      | Halleluja                               | 125    |
| 02.   | 19       | Spanien                | Betty Missiego                                   | Su canción M/T: Fernando Moreno                                                                            | Spanisch       | Ihr Lied                                | 116    |
| 03.   | 11       | Frankreich             | Anne-Marie David                                 | Je suis l’enfant-soleil M: Hubert Giraud; T: Eddy Marnay                                                   | Französisch    | Ich bin das Sonnenkind                  | 106    |
| 04.   | 09       | BR Deutschland         | Dschinghis Khan                                  | Dschinghis Khan M: Ralph Siegel; T: Bernd Meinunger                                                        | Deutsch        | –                                       | 086    |
| 05.   | 04       | Irland                 | Cathal Dunne                                     | Happy Man M/T: Cathal Dunne                                                                                | Englisch       | Glücklicher Mann                        | 080    |
| 06.   | 03       | Dänemark               | Tommy Seebach                                    | Disco Tango M: Tommy Seebach; T: Keld Heick                                                                | Dänisch        | –                                       | 076    |
| 07.   | 17       | Vereinigtes Königreich | Black Lace                                       | Mary Ann M/T: Peter Morris                                                                                 | Englisch       | –                                       | 073    |
| 08.   | 07       | Griechenland           | Elpida Ελπίδα                                    | Sokrati (Σωκράτη) M: Doros Georgiadis; T: Sotia Tsotu                                                      | Griechisch     | Sokrates                                | 069    |
| 09.   | 01       | Portugal               | Manuela Bravo                                    | Sobe, sobe, balão sobe M/T: Carlos Nobrega e Sousa                                                         | Portugiesisch  | Steig auf, steig auf, Ballon, steig auf | 064    |
| 10.   | 08       | Schweiz                | Peter, Sue & Marc und Pfuri, Gorps & Kniri       | Trödler und Co. M/T: Peter Reber                                                                           | Deutsch        | –                                       | 060    |
| 11.   | 16       | Norwegen               | Anita Skorgan                                    | Oliver M: Anita Skorgan; T: Philip A. Kruse                                                                | Norwegisch     | –                                       | 057    |
| 12.   | 14       | Niederlande            | Xandra                                           | Colorado M: Rob Bolland; T: Ferdi Bolland, Gerard Cox                                                      | Niederländisch | –                                       | 051    |
| 13.   | 13       | Luxemburg              | Jeane Manson                                     | J’ai déjà vu ça dans tes yeux M/T: Jean Renard                                                             | Französisch    | Ich hab’s schon in deinen Augen gesehen | 044    |
| 14.   | 05       | Finnland               | Katri Helena                                     | Katson sineen taivaan M: Matti Siitonen; T: Vexi Salmi                                                     | Finnisch       | Ich schaue in den blauen Himmel         | 038    |
| 15.   | 02       | Italien                | Matia Bazar                                      | Raggio di luna M: Antonella Ruggiero, Piero Cassano, Carlo Marrale; T: Salvatore Stellita, Giancarlo Golzi | Italienisch    | Mondstrahl                              | 027    |
| 16.   | 06       | Monaco                 | Laurent Vaguener                                 | Notre vie c’est la musique M: Paul de Senneville, Jean Baudlot; T: Jean Albertini, Didier Barbelivien      | Französisch    | Unser Leben ist die Musik               | 012    |
| 17.   | 15       | Schweden               | Ted Gärdestad                                    | Satellit M: Ted Gärdestad; T: Kenneth Gärdestad                                                            | Schwedisch     | –                                       | 008    |
| 18.   | 12       | Belgien                | Micha Marah                                      | Hey Nana M: Charles Dumolin; T: Guy Beyers                                                                 | Niederländisch | –                                       | 005    |
| 18.   | 18       | Österreich             | Christina Simon                                  | Heute in Jerusalem M: Peter Wolf; T: André Heller                                                          | Deutsch        | –                                       | 05     |

## Punktevergabe

Karte der Punktevergabe für den Siegertitel aus Israel nach Ländern

| Land | Abstimmungsergebnisse | Abstimmungsergebnisse | Abstimmungsergebnisse | Abstimmungsergebnisse | Abstimmungsergebnisse | Abstimmungsergebnisse | Abstimmungsergebnisse | Abstimmungsergebnisse | Abstimmungsergebnisse | Abstimmungsergebnisse | Abstimmungsergebnisse | Abstimmungsergebnisse | Abstimmungsergebnisse | Abstimmungsergebnisse | Abstimmungsergebnisse | Abstimmungsergebnisse | Abstimmungsergebnisse | Abstimmungsergebnisse | Abstimmungsergebnisse | Abstimmungsergebnisse | Abstimmungsergebnisse |
| Land | Punkte                | PT                    | IT                    | DK                    | IE                    | FI                    | MC                    | GR                    | CH                    | DE                    | IL                    | FR                    | BE                    | LU                    | NL                    | SE                    | NO                    | UK                    | AT                    | ES                    | Votings               |
| --- | --------------------- | --------------------- | --------------------- | --------------------- | --------------------- | --------------------- | --------------------- | --------------------- | --------------------- | --------------------- | --------------------- | --------------------- | --------------------- | --------------------- | --------------------- | --------------------- | --------------------- | --------------------- | --------------------- | --------------------- | --------------------- |
| Portugal | 064                   |                       | 6                     | –                     | –                     | 2                     | 5                     | –                     | 4                     | 4                     | –                     | 10                    | 5                     | 3                     | 3                     | 3                     | 6                     | –                     | 7                     | 6                     | 13                    |
| Italien | 027                   | 8                     |                       | –                     | –                     | 8                     | –                     | –                     | –                     | –                     | –                     | –                     | –                     | –                     | –                     | –                     | 3                     | –                     | –                     | 8                     | 04                    |
| Dänemark | 076                   | –                     | –                     |                       | 2                     | –                     | 3                     | 12                    | 1                     | 10                    | 12                    | 6                     | 7                     | 4                     | 8                     | 1                     | –                     | 3                     | 3                     | 4                     | 14                    |
| Irland | 080                   | 5                     | 5                     | 5                     |                       | 6                     | –                     | 10                    | 6                     | 6                     | 3                     | –                     | 10                    | 7                     | –                     | 8                     | 5                     | 4                     | –                     | –                     | 13                    |
| Finnland | 038                   | –                     | 7                     | –                     | –                     |                       | –                     | 7                     | 8                     | 5                     | –                     | 5                     | –                     | 6                     | –                     | –                     | –                     | –                     | –                     | –                     | 06                    |
| Monaco | 012                   | 1                     | 2                     | 4                     | –                     | –                     |                       | –                     | –                     | –                     | –                     | 3                     | –                     | –                     | –                     | –                     | –                     | –                     | –                     | 2                     | 05                    |
| Griechenland | 069                   | 10                    | –                     | 1                     | 4                     | –                     | 7                     |                       | 7                     | 2                     | 10                    | 4                     | 1                     | 5                     | 7                     | 2                     | –                     | –                     | 2                     | 7                     | 14                    |
| Schweiz | 060                   | –                     | –                     | 7                     | 1                     | 10                    | 2                     | 2                     |                       | 7                     | 4                     | 7                     | –                     | –                     | –                     | –                     | 8                     | –                     | 12                    | –                     | 10                    |
| Deutschland | 086                   | 2                     | 1                     | 12                    | 5                     | 3                     | 12                    | –                     | –                     |                       | 6                     | 12                    | 4                     | 1                     | 2                     | 6                     | –                     | 8                     | –                     | 12                    | 14                    |
| Israel | 125                   | 12                    | –                     | 6                     | 12                    | 12                    | 8                     | 4                     | 5                     | –                     |                       | 1                     | 2                     | 8                     | 1                     | 12                    | 12                    | 12                    | 8                     | 10                    | 16                    |
| Frankreich | 106                   | 6                     | 10                    | –                     | –                     | 1                     | 10                    | 8                     | 10                    | –                     | 5                     |                       | 6                     | 12                    | 12                    | 5                     | 7                     | 6                     | 5                     | 3                     | 15                    |
| Belgien | 005                   | –                     | –                     | 2                     | –                     | –                     | –                     | –                     | –                     | 1                     | –                     | –                     |                       | –                     | –                     | –                     | –                     | 2                     | –                     | –                     | 03                    |
| Luxemburg | 044                   | 7                     | –                     | –                     | 3                     | 4                     | 4                     | 5                     | 3                     | –                     | –                     | 2                     | –                     |                       | 4                     | –                     | 2                     | 10                    | –                     | –                     | 10                    |
| Niederlande | 051                   | –                     | –                     | 8                     | 10                    | 5                     | –                     | 3                     | –                     | 3                     | 7                     | –                     | 3                     | –                     |                       | 4                     | 4                     | –                     | 4                     | –                     | 10                    |
| Schweden | 008                   | –                     | –                     | –                     | 6                     | –                     | –                     | 1                     | –                     | –                     | 1                     | –                     | –                     | –                     | –                     |                       | –                     | –                     | –                     | –                     | 03                    |
| Norwegen | 057                   | 3                     | 3                     | –                     | 8                     | –                     | 6                     | –                     | –                     | –                     | 2                     | –                     | 8                     | 2                     | 6                     | 10                    |                       | 7                     | 1                     | 1                     | 12                    |
| Vereinigtes Königreich                                                                                                 | 073                   | 4                     | 8                     | 10                    | 7                     | 7                     | 1                     | –                     | 2                     | 8                     | –                     | –                     | –                     | –                     | 5                     | –                     | 10                    |                       | 6                     | 5                     | 12                    |
| Österreich | 005                   | –                     | 4                     | –                     | –                     | –                     | –                     | –                     | –                     | –                     | –                     | –                     | –                     | –                     | –                     | –                     | –                     | 1                     |                       | –                     | 02                    |
| Spanien | 116                   | –                     | 12                    | 3                     | –                     | –                     | –                     | 6                     | 12                    | 12                    | 8                     | 8                     | 12                    | 10                    | 10                    | 7                     | 1                     | 5                     | 10                    |                       | 14                    |
| Die Tabelle ist senkrecht nach der Auftrittsreihenfolge geordnet, waagerecht nach der chronologischen Punkteverlesung. |                       |                       |                       |                       |                       |                       |                       |                       |                       |                       |                       |                       |                       |                       |                       |                       |                       |                       |                       |                       |                       |

### Statistik der Zwölf-Punkte-Vergabe
| Anzahl | Land           | erhalten von                                                           |
| ------ | -------------- | ---------------------------------------------------------------------- |
| 6      | Israel         | Portugal, Irland, Finnland, Schweden, Norwegen, Vereinigtes Königreich |
| 4      | BR Deutschland | Dänemark, Monaco, Frankreich, Spanien                                  |
| 4      | Spanien        | Italien, Schweiz, BR Deutschland, Belgien                              |
| 2      | Dänemark       | Griechenland, Israel                                                   |
| 2      | Frankreich     | Luxemburg, Niederlande                                                 |
| 1      | Schweiz        | Österreich                                                             |